# Shiloh Shepherd Dog
Pour les articles homonymes, voir Shiloh (homonymie).
Le Shiloh Shepherd Dog est une race de chiens originaire des États-Unis. Il ressemble à une version géante du berger allemand, mais on reconnait dans son attitude qu'une partie de ses origines vient du malamute d'Alaska. Cette race n'est pas reconnue par la Fédération cynologique internationale.
Il est dépourvue de sous-poils (contrairement au berger allemand). Il est très susceptible à la dysplasie de la hanche et à toutes sortes de problèmes de santé.
Beaucoup plus grand et plus lourd que le berger allemand, le Shiloh Shepherds peut sembler un peu lent parfois, mais les marques de cette race en font un chien capable de travailler, dû à son intelligence et bonne volonté d'apprendre. Calme, sérieux et intuitif autour des personnes, le Shiloh Shepherds est approprié pour vivre en compagnon urbain. Comme animal de compagnie, il est obéissant, espiègle et aime les enfants. Le corps est formé en ossature et est musculaire. Il y a deux variétés de robes admises, ceux-ci sont les types doux et de peluche. Un éventail de couleurs est permis, des colorations typiques de berger allemand aux nuances de gris, d'or, d'argenté, de rouge, de brun, de noir, de blanc, le sable et noir et bronze. La taille moyenne est d'environ 70 centimètres (30 pouces).